# Hanftal
Hanftal ist eine Rotte in der Marktgemeinde Waldkirchen an der Thaya im Bezirk Waidhofen an der Thaya in Niederösterreich.

## Geografie
Die Rotte liegt an Mündung des Zlabingsbaches in die Deutschen Thaya, die hier die Gemeindegrenze darstellt. Im Norden verlief ehemals die Thayatalbahn, die bei der westlich des Ortes befindlichen Radlmühle über eine Haltestelle verfügte. Hanftal ist nur über Nebenstraßen erreichbar.

## Geschichte
In Folge der Theresianischen Reformen wurde der Ort dem Kreis Ober-Manhartsberg unterstellt und nach dem Umbruch 1848 war er bis 1867 dem Amtsbezirk Dobersberg zugeteilt. Anfang September 2018 wurde von der Landjugend Waldkirchen der Glockenturm in Hanftal mit einer neuen Holzverkleidung versehen. Dabei wurden auch schadhafte Teile der Turmkonstruktion erneuert und ein kleiner Altar errichtet.